# Schatz-Konditorei

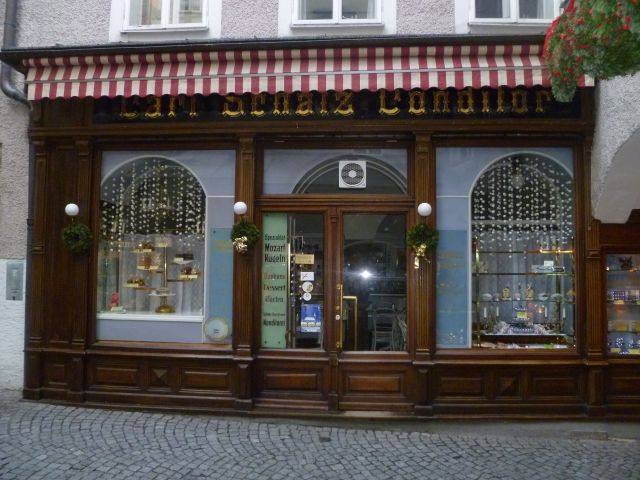
Café-Konditorei Schatz

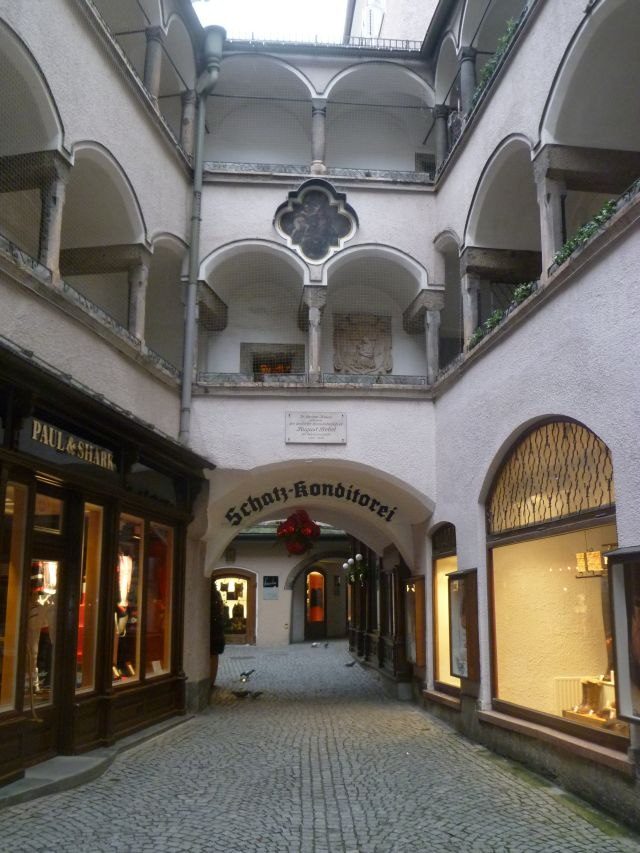
Schatz-Durchhaus von der Getreidegasse zum Grünmarkt

Die Schatz-Konditorei befindet sich im sogenannten Schatz-Durchhaus in Salzburg, das von der Getreidegasse 3 A zum Universitätsplatz 16 führt. Die Traditionskonditorei wurde um 1880 von Carl Schatz (1849–1904) gegründet und wird bis heute als Familienbetrieb durch die Firma Schatz Durchhaus Konditorei E.Winkler G.m.b.H. geführt. Das Café, das der Konditorei angeschlossen ist, zählt zu den kleinsten der Stadt.
Die Familie Schatz stammte ursprünglich aus Konstanz. Josef Schatz, ein Drechslergeselle, kam am 25. März 1826 nach Salzburg. Seinem Salzburger Meister, Josef Koreller, konnte er die Drechslergerechtsame abkaufen. 1836 erwarben er und seine Frau Klara das Haus in der Getreidegasse.  Nach deren Tod ging das Haus an Josef Schatz den Jüngeren über. Dessen Bruder C(K)arl Schatz aus der zweiten Ehe seines Vaters gründete die Konditorei. Nach dem Tod von Carl Schatz im Jahr 1904 übernahm August Mayer die Konditorei, die nach dem Tod des Vaters von seinen Söhnen Wolfgang und Robert Mayer mit ihrer Mutter weitergeführt wurde. Die Söhne starben jedoch sehr jung und so führte die Mutter Ilse Mayer die Konditorei bis zur Übernahme durch Erich Winkler und seine Gattin Helene im Jahr 1983 den Betrieb weiter. Erich Winkler, der zahlreiche Preise bei Wettbewerben gewann, war von 2000 bis 2010 auch Innungsmeister der Salzburger Konditoren.
Das Geschäftsportal in dem unter Denkmalschutz stehenden Gebäude stammt noch aus der Gründerzeit der Konditorei und auch das Interieur, das aus gedrechselten Tische mit runden Marmorplatten und Bugholzstühlen besteht, wurde nach Plänen von Jakob Ceconi gefertigt. Ein Wasserspeier mit Löwenkopf stammt aus den Anfängen des Cafés.